# Centaurea glabroauriculata
Centaurea glabroauriculata — вид квіткових рослин айстрових (Asteraceae). Ендемік Туреччини.